# Mehmet Durakovic
Mehmet Durakovic, né le 13 octobre 1965 à Titograd en Yougoslavie, est un footballeur international australien. Il jouait au poste de défenseur. Reconverti entraîneur, il est depuis 2013, l'entraîneur du Selangor FA.

## Biographie

### Carrière internationale
Mehmet Durakovic honore sa première sélection en A le 25 août 1990 lors d'un match amical contre l'Indonésie (victoire 3-0). Il reçoit sa dernière sélection lors de la finale perdue contre la Nouvelle-Zélande le 14 juillet 2002 (défaite 1-0).
Il est retenu par Frank Farina pour disputer la Coupe d'Océanie qui se déroule en Nouvelle-Zélande.
Il compte 44 sélections pour 3 buts en équipe d'Australie entre 1990 et 2002.

## Palmarès

### En club
- Avec le Brunswick Juventus :
  - Champion d'Australie en 1985

- Avec le South Melbourne :
  - Champion d'Australie en 1991

- Avec le Selangor FA :
  - Vainqueur de la Coupe de Malaisie en 1995, 1996 et 1997

### Avec l'équipe d'Australie
- Finaliste de la Coupe d'Océanie 2002

## Statistiques

### Buts en sélection
Le tableau suivant liste les résultats de tous les buts inscrits par Mehmet Durakovic avec l'équipe d'Australie.